# Defileul Mureșului Superior
Defileul Mureșului Superior este o arie protejată (arie de protecție specială avifaunistică — SPA) din România întinsă pe o suprafață de 10.158,6 ha, integral pe uscat.

## Localizare
Situl se întinde pe teritoriile administrative ale comunelor Deda, Lunca Bradului, Răstolița și Stânceni din județul Mureș.Centrul sitului Defileul Mureșului Superior este situat la coordonatele 46°57′44″N 25°05′40″E / 46.962303°N 25.094428°E.

## Înființare
Arealul Defileul Mureșului Superior a fost declarat arie de protecție specială avifaunistică (ROSPA0030) în octombrie 2007 pentru a proteja 23 de specii de animale. Situl se suprapune cu rezervația naturală Defileul Deda - Toplița.

## Biodiversitate
Situată în ecoregiunile alpină și continentală, aria protejată nu include niciun habitat protejat.
La baza desemnării sitului se află mai multe specii protejate de  păsări (23): minunița (Aegolius funereus), acvilă țipătoare mică (Aquila pomarina), cocoșul de mesteacăn (Bonasa bonasia), buha (Bubo bubo), caprimulg (Caprimulgus europaeus), barză albă (Ciconia ciconia), erete de stuf (Circus aeruginosus), erete cenușiu (Circus pygargus), cristeiul de câmp (Crex crex), ciocănitoare cu spate alb (Dendrocopos leucotos), ciocănitoare neagră (Dryocopus martius), șoim de iarnă (Falco columbarius), șoim călător (Falco peregrinus), muscar-gulerat (Ficedula albicollis), muscar (Ficedula parva), ciuvică (Glaucidium passerinum), sfrâncioc roșiatic (Lanius collurio), stârc de noapte (Nycticorax nycticorax), viespar (Pernis apivorus), ciocănitoare de munte (Picoides tridactylus), ciocănitoare verzuie (Picus canus), huhurezul mic (Strix uralensis),  cocoș de munte (Tetrao urogallus).